# Blai de Sebaste
Blai o Blasi (de Blasius Βλάσιος, armeni: Սուրբ Բարսեղ) va ser un metge i bisbe de Sebaste (antiga capital de l'Armènia Menor i actual Sivas, Turquia), considerat sant per diverses confessions del cristianisme.

## Hagiografia

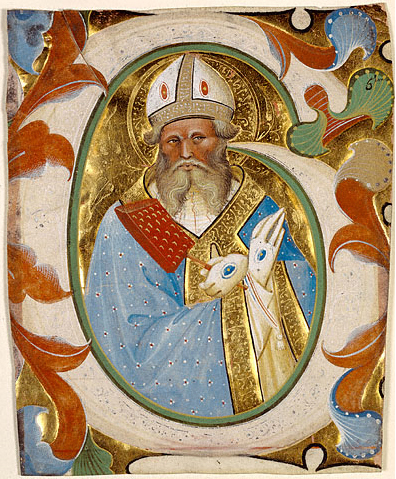
El sant amb una pinta de cardar, al Gradual de Murano, 1440 (Los Angeles, P. Getty Museum)

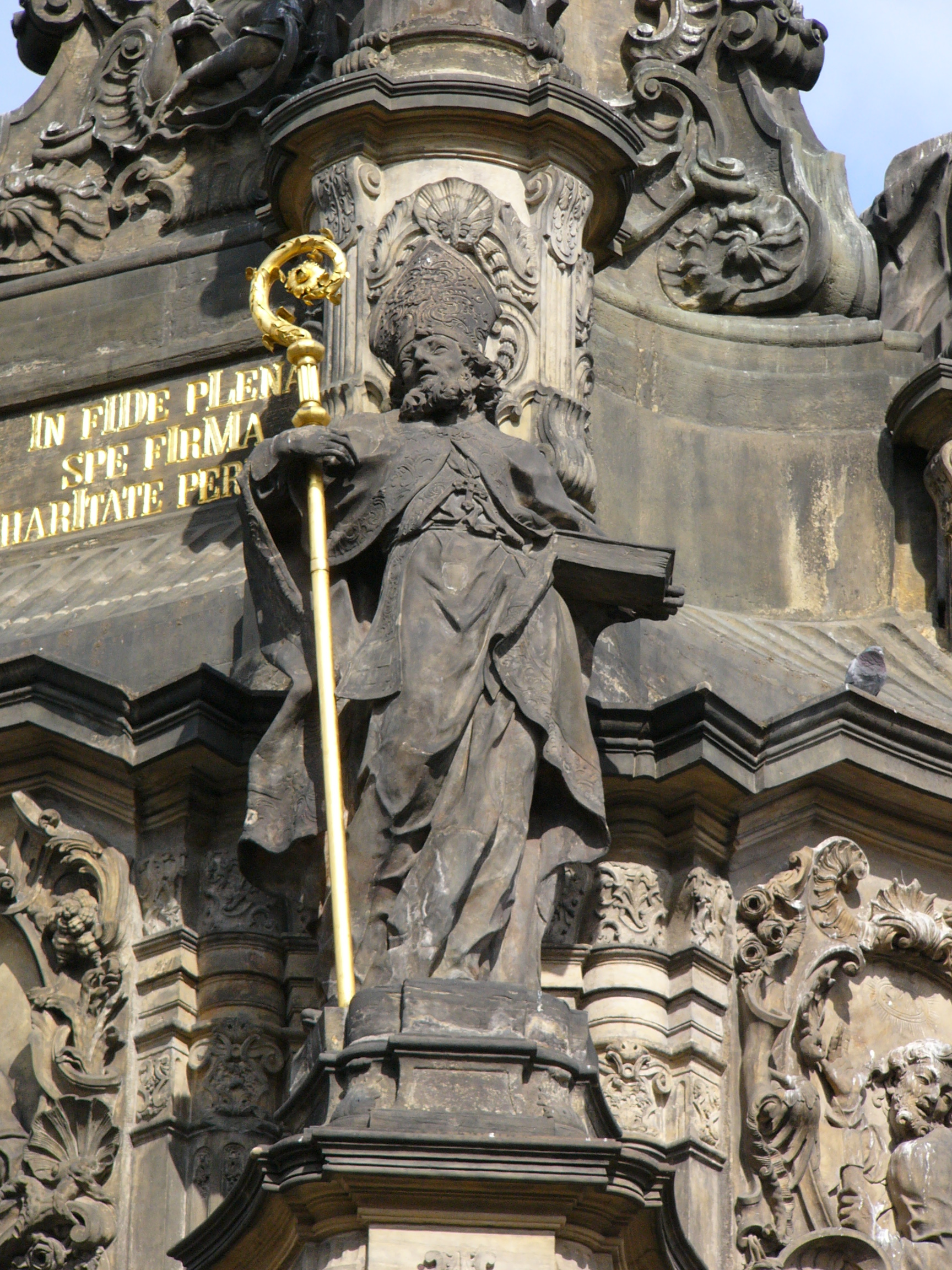
Escultura a la Columna de la Trinitat d'Olomouc, s. XVII

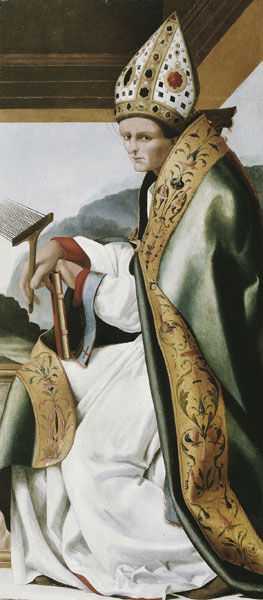
Sant Blai, obra de Pere Fernández conservada al MNAC

Segons les actes (tardanes i probablement falses) del seu martiri (316 pel governador Agrícola de Capadòcia, durant el regnat de Licini I), va ser colpejat amb un bastó, torturat amb instruments de cardar la llana i finalment decapitat.
La seva santedat es va manifestar en nombrosos miracles: es diu que va salvar la vida d'un nen que s'havia escanyat amb una espina de peix i que la seva mare ja li va portar mort mentre conduïen Blai a la presó; per això és considerat l'advocat del mal de coll. En una altra ocasió, Sant Blai digué a un llop que deixés un porc que estava atacant. El llop li va fer cas i l'amo del porc, en agraïment va donar menjar a Sant Blai, que estava reclòs sense poder menjar.

## Veneració
El seu culte es va estendre per Europa als segles xi i xii, essent un dels Catorze sants auxiliadors. Sant Blai és el patró dels treballadors de la llana en general, i en particular dels cardadors de llana, a causa dels instruments utilitzats en el seu martiri.

### Relíquies
El cos del bisbe va ser sebollit a la catedral de Sebaste. En 732, durant els conflictes iconoclastes, part de les seves restes van ser embarcades per portar-les a Roma, però una tempesta detingué el vaixell a Maratea (Basilicata), on van quedar-se les relíquies (l'anomenat Sacro torace) a la Basílica de San Biagio, al Monte San Biagio de Maratea.
La tradició assenyala altres llocs que conserven relíquies del sant: a Carosino (Tàrent) hi ha una part de la llengua; a Caramagna Piemonte (Cuneo) part del crani; a Penne (Abruços), el crani, etc.
A Dubrovnik, la tradició dàlmata diu que hi ha el crani del sant en un ric reliquiari en forma de corona.

### Iconografia
Se'l representa amb un porc, ciris entrecreuats (la seva festa és just l'endemà de la Candelera), banya, mitra o pinta de cardar.

## Tradicions
Sant Blai és invocat per al mal de gola o de coll (un refrany popular diu "Sant Blai gloriós, lleva'm la tos", amb variants) i en aquest dia és costum la benedicció d'aliments (pans, pastissos, pomes, cristines, cócs i blaiets, etc.), destinats a guarir persones i animals.
Com la Candelera, és una festivitat que es fa servir per a augurar el temps que farà la resta de l'hivern: «Sant Blai mullat, cigonyes aviat; Sant Blai eixut, cigonyes no han vingut» o el refrany castellà Por San Blas, la cigueña verás, y si no la vieres, año de nieves.

## Veneració
El seu culte es va estendre per Europa als segles xi i xii, essent un dels Catorze sants auxiliadors. Sant Blai és el patró dels treballadors de la llana en general, i en particular dels cardadors de llana, a causa dels instruments utilitzats en el seu martiri.

### Relíquies
El cos del bisbe va ser sebollit a la catedral de Sebaste. En 732, durant els conflictes iconoclastes, part de les seves restes van ser embarcades per portar-les a Roma, però una tempesta detingué el vaixell a Maratea (Basilicata), on van quedar-se les relíquies (l'anomenat Sacro torace) a la Basílica de San Biagio, al Monte San Biagio de Maratea.
La tradició assenyala altres llocs que conserven relíquies del sant: a Carosino (Tàrent) hi ha una part de la llengua; a Caramagna Piemonte (Cuneo) part del crani; a Penne (Abruços), el crani, etc.
A Dubrovnik, la tradició dàlmata diu que hi ha el crani del sant en un ric reliquiari en forma de corona.

### Iconografia
Se'l representa amb un porc, ciris entrecreuats (la seva festa és just l'endemà de la Candelera), banya, mitra o pinta de cardar.

## Tradicions
Sant Blai és invocat per al mal de gola o de coll (un refrany popular diu «San Blai gloriós, lleva'm la tos», amb variants) i en aquest dia és costum la benedicció d'aliments (pans, pastissos, pomes, cristines, cócs i blaiets, etc.), destinats a guarir persones i animals.
Com a la Candelera, és una festivitat que es fa servir per a augurar el temps que farà la resta de l'hivern: "Sant Blai mullat, cigonyes aviat; Sant Blai eixut, cigonyes no han vingut" o el refrany castellà "Por San Blas, la cigueña verás, i si no la vieres, año de nieves".
- A Estivella (el Camp de Morvedre) és patró de l'hivern del municipi des del segle xviii. El dia 3 de febrer se celebra la missa major organitzada per la comissió de festes. En acabar els festers i les festeres repartixen les coquetes de Sant Blai beneïdes entre les persones assistents i es besa la relíquia del sant. Posteriorment es beneïxen les calderes a la plaça de la Constitució. De vesprada es realitza la processó. Les coquetes no sols les fan els forns sinó moltes famílies de la localitat. El dia anterior a la festa els fidels les porten a beneir en la missa de la Candelera.
- A Potries (La Safor) es patró del municipi, El dia 3 de febrer se celebra una de les festes que més arrelament i acceptació popular té en la comarca. Es tracta del tradicional Porrat de Sant Blai. Aquesta romeria s'ha convertit en un punt de trobada amb una important oferta de caràcter cultural i festiu, fent-se extensiva a la primera quinzena del mes. La tradició imposa que els fidels que acudixen a l'església parroquial i es passen la relíquia del sant per la gola, complint així amb el ritual de purificació i protecció enfront de les malalties.
- A La Fatarella (Terra Alta) se celebra la primera setmana del mes de febrer. Acabada la Missa Major en honor del Sant els majorals subhasten la llenya a la Plaça. És tradició que a la tarda els Majorals i la resta del poble ballin la jota amb la tortada.
- Al poble de Bot (Terra Alta) se celebra el seu patronatge el dia 3 de febrer. És tradició donar pastes beneïdes, ja que tenen el miracle de curar el mal de gola. Aquest dia s'hi fa una missa major i dels diners recollits es fa un donatiu a les monges del convent de Tortosa. És una festa molt arrelada per a tots els botencs i botenques.
- A Bocairent (Vall d'Albaida) el veneren com a patró des del 1632, quan el poble patí una epidèmia de diftèria.[2] Des de l'1 fins al 6 de febrer s'hi celebren les festes de Moros i Cristians.
- Al poble de Montaverner (Vall d'Albaida) el dilluns de Pasqua se celebra la festa més antiga de Montaverner, l'origen de la qual es remunta al segle xviii, en honor al miracle obrat per Sant Blai. Segons consta, el miracle va ocórrer el segon dia de Pasqua de 1678, 11 d'abril, quan va curar a gran part de la població afectada per la pesta del "garrotillo". La festa comença durant la vespra amb el trasllat de la imatge del sant a casa del capità, seguit per la primera ballà de la bandera a la Plaça Major del poble. L'endemà es realitzen el rosari de l'aurora, una missa solemne i una processó conclosa per la segona ballà de la bandera. Aquesta festa ha sigut declarada per la Generalitat Valenciana com a Festa d'Interès Turístic Provincial (DOGV 20/06/2022).[3]
- Al barri de Russafa de la ciutat de València se celebra el dia 3 de febrer, ja que Sant Blai és patró del barri. S'hi formen llargues cues per a venerar el sant i comprar les típiques galetes de Sant Blai. Sobre les 17h una processó recorre els carrers pròxims a l'església.
- És patró d'Altea (Alacant) on en el seu honor se celebren les festes de moros i cristians, sent l'últim cap de setmana de setembre, però el cap de setmana més proper al 3 de febrer se celebra el mig any fester.
- També és patró del poble de Cabacés (Tarragona), en el seu honor hi celebren les festes majors al voltant del 3 de febrer.
- L'Ermita de Sant Blai a Pedreguer (Marina Alta): Del segle xviii però reconstruïda recentment per culpa d'un incendi, en aquesta ermita se celebra el 3 de febrer el Porrat en les festes de Sant Blai, on es troben moltes paradetes en què es poden comprar dàtils, canya de sucre i molts més productes.
- A Torrent (l'Horta) es fa la Fira del Porrat (amb parades de nous, ametlles, quicos, cacau, castanyes...). També hi fan festa a Albal, l'Alcúdia, Estivella, Llaurí, la Pobla del Duc, Potries i Sueca.
- A Alginet (Ribera Alta del Xúquer), el dia de sant Blai és el dia del rotllo, un dolç elaborat amb farina, sucre, ous i oli, al qual s'afegeix sagí (o ametlla, taronja, carabassa, anís, mistela); també n'hi ha de carats, amb merenga o xocolata. Antigament se'n feien d'escaldats, i també del sequillo, uns panellets en forma de rosca o llarguera.
- A Benidorm, pel dia de Sant Blai és típic prendre un dolç anomenat Bollo de Sant Blai, una coca compacta feta de farina de dacsa, ametla molta, sucre, llima i canyella, que en cap altre lloc dels voltants s'hi troba. Antigament era festivitat per fer berenar este dolç però actualment no s'hi fa.

## Galeria

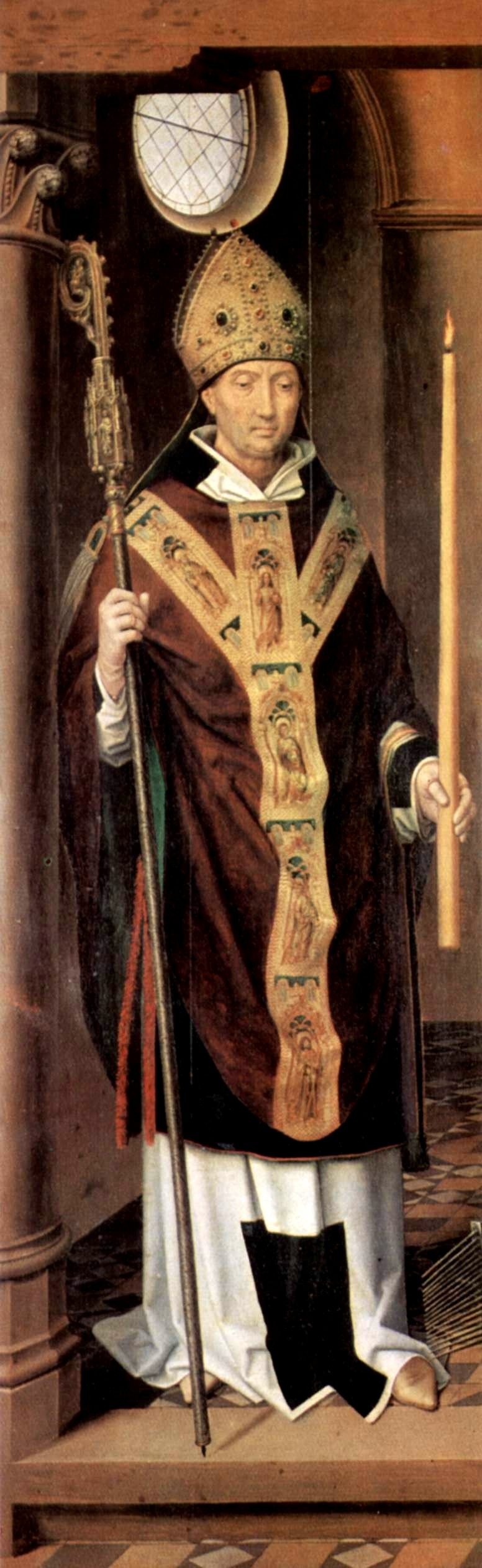
Pintura de Hans Memling, 1491 (Lubeck, Sankt-Annen-Museum)
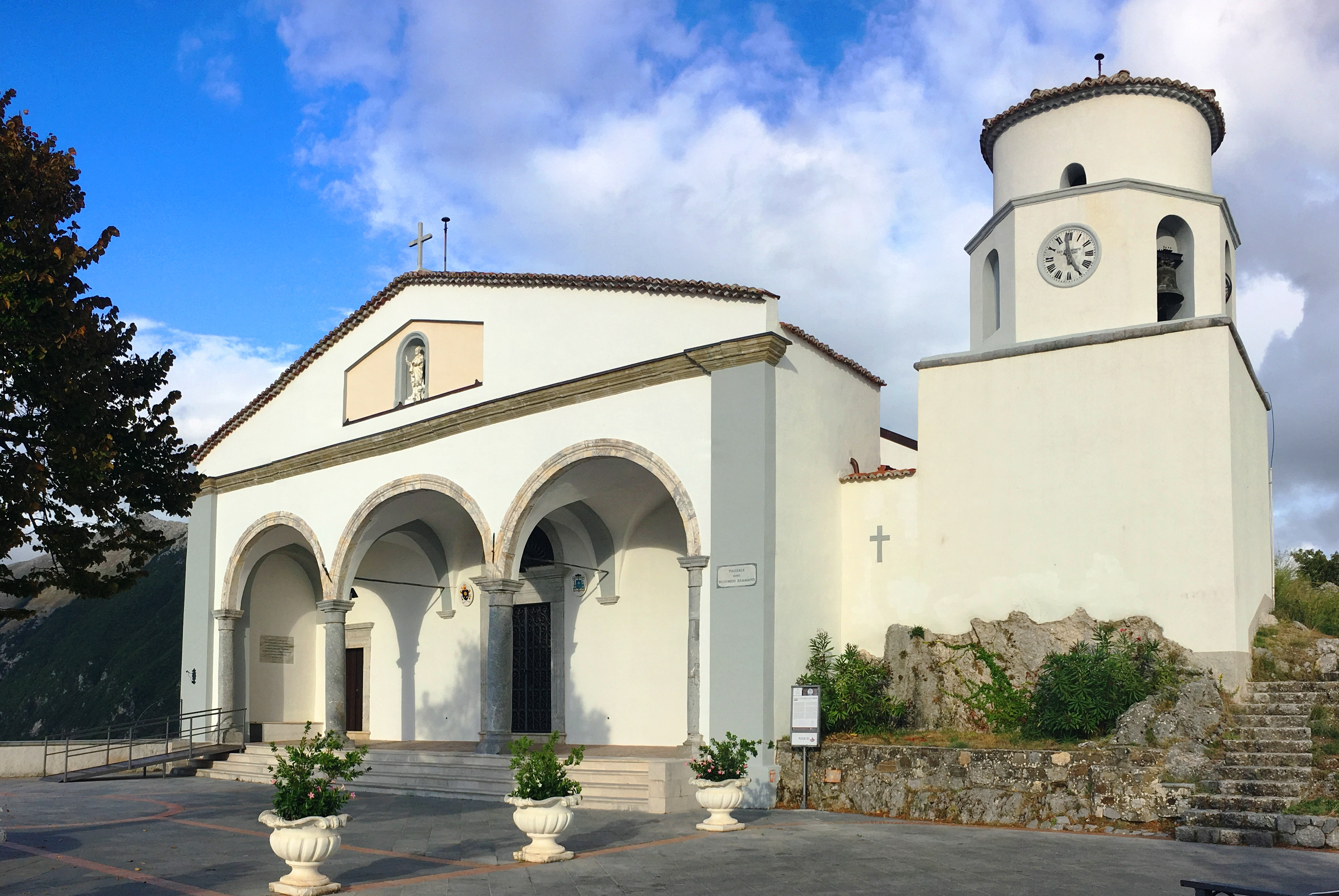
Basílica de Maratea
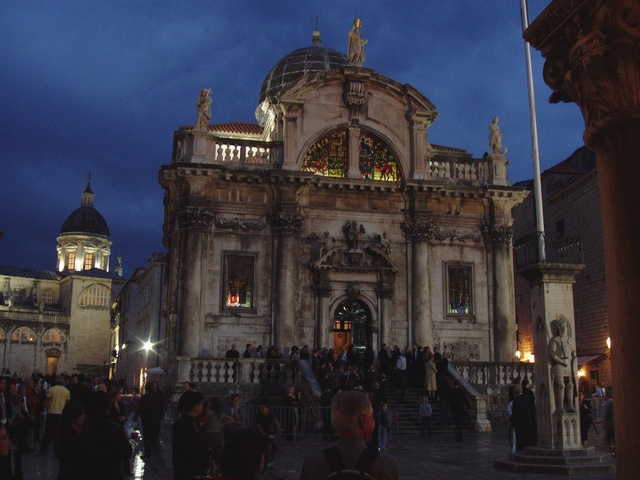
Església de Sw. Vlaho a Dubrovnik
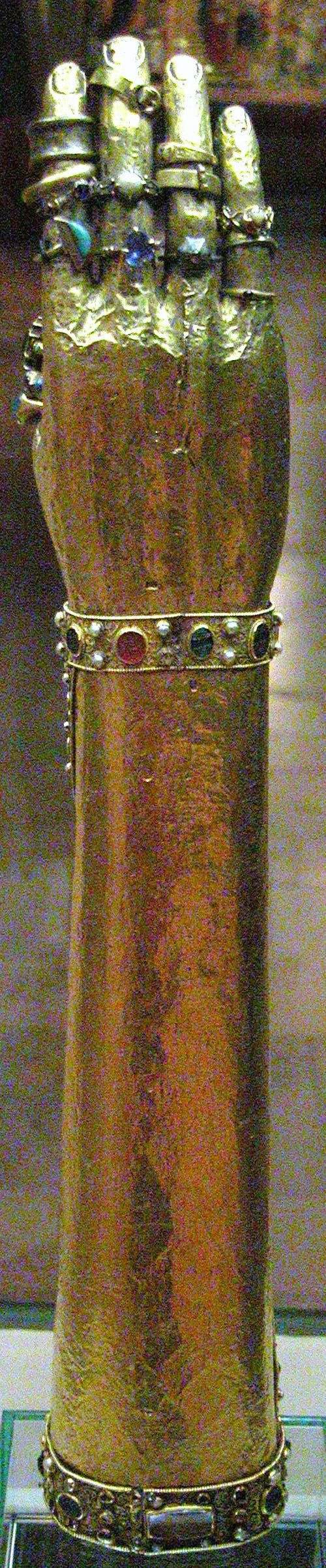
Suposada relíquia d'un braç (Dankwarderode, Brunswik, Alemanya)